# Chef de produit
 (avril 2013).
Si vous disposez d'ouvrages ou d'articles de référence ou si vous connaissez des sites web de qualité traitant du thème abordé ici, merci de compléter l'article en donnant les références utiles à sa vérifiabilité et en les liant à la section « Notes et références ».
Un chef de produit ou cheffe de produit, est un employé d'une entreprise sous les ordres d'un directeur marketing ou chef de groupe, il a la charge d'une marque, d'un produit, d'un service, d'une prestation, etc. représentant une partie du chiffre d'affaires ou de l'activité de l'entreprise.

## Mission

### Grande consommation
Le chef de produit est responsable du développement d'un produit ou d'une gamme de produits, depuis sa conception jusqu'à sa commercialisation. Il doit l'adapter en permanence à l'évolution et aux opportunités du marché. Il dépend du responsable marketing. Il travaille cependant avec une certaine autonomie puisque c'est à lui que revient la responsabilité de gérer les actions dans leurs aspects opérationnels. Sa performance sera mesurée en fin d'année sur les résultats obtenus par rapport aux objectifs fixés, chaque fois que les données existent, en parts-de-marché. 
En accord avec la politique marketing définie par la direction, il met en place une stratégie pour son produit, élabore des recommandations et s'assure de leur application et de leur efficacité.

## Rôle
(octobre 2021).
- Recueillir en permanence toutes les informations se rapportant directement ou indirectement au produit afin de proposer des axes de développement,
- Concevoir le produit en collaboration avec le service fabrication, et les services de développement appropriés
- Proposer la tarification adaptée en prenant en compte les coûts de fabrication et le contexte marché
- Définir le plan média le mieux adapté (campagne publicitaire ou promotion sur le lieu de vente, télévision ou presse écrite...),
- Concevoir les outils d'aide à la vente,
- Assurer les relations avec les fournisseurs (agences de publicité, de relations publiques, de promotion des ventes, sociétés d'études, cabinets de conseils en marketing, etc.),
- Vérifier la mise en œuvre sur le terrain,
- Accompagner la force de vente en organisant, par exemple, des réunions sur le produit, en élaborant des argumentaires, en proposant des formations...
- Analyser les résultats d'actions de lancement ou de développement d'un produit.

## Profil
Selon les secteurs d'activités, de l'industrie aux cabinets de conseils, le niveau d'études et les rémunérations diffèrent. Les diplômés des universités ou d'écoles de commerce sont les principaux profils recherchés. Pour ces postes un niveau de bac +5 est idéalement demandé.
On ne peut pas vraiment se prononcer sur un profil type puisque tout dépend des profils et de l'entreprise concernée (pour un poste très technique un profil ayant des connaissances industrielles par exemple sera préféré).